# Ґолем, як він прийшов у світ
«Ґолем, як він прийшов у світ» (нім. Der Golem, wie er in die Welt kam) — фільм епохи німецького кіноекспресіонізму режисерів Карла Бьозе і Пауля Вегенера за мотивами єврейської легенди про Ґолема, глиняну статую, що ожила під дією магії. Прем'єра фільму відбулася у Німеччині 29 жовтня 1920 року.

## Сюжет
Події фільму розгортаються в єврейському гетто середньовічної Праги. На початку ребе Льов (Альберт Штайнрюк), голова єврейської громади, займається астрологічними передбаченнями, тлумачачи зоряне небо. Він пророкує катастрофу для свого народу та повідомляє про це старійшинам. Наступного дня Імператор Священної Римської імперії (Отто Ґебюр) підписує указ про вигнання євреїв з міста, звинувативши їх у практикуванні чорної магії. Для передачі наказу він посилає зброєносця Флоріана (Лотар Мютель).
Ребе Льов бачить єдину можливість запобігти вигнанню — справді звернутися до темних сил. Викликаний ним демон Астарот повідомляє ребе таємне Ім'я, тетраграматон, яке може оживити Ґолема (Пауль Вегенер). Створивши могутню глиняну істоту і вдихнувши в неї життя, ребе веде його до Імператора як демонстрацію дивовижної потужності своєї магії. На прийомі у Імператора ребе створює ще одне диво — показує на стіні палацу історію Виходу, заздалегідь узявши з присутніх слово зберігати тишу. Коли придворний блазень цю умову порушує, зі стіни сходить ожиле зображення Мойсея, і помахом руки трощить палац. Імператор благає ребе врятувати його, обіцяючи не виганяти євреїв з міста; тоді Ґолем за наказом хазяїна підпирає руками кам'яні балки, що падають, і рятує Імператора і придворних.
Ребе і Ґолем з тріумфом повертаються в гетто. Ребе виймає з грудей Ґолема амулет з ім'ям, який дає боввану життя, і збирається зруйнувати його, але відволікається на помічника Фамулуса (Ернст Дойч), який кличе його на свято.
В цей час дочка ребе Міріам (Ліда Салмонова) ховає у себе в спальні Флоріана — одного з придворних Імператора. До неї приходить Фамулус (який теж в неї закоханий) і хоче відвести її до синагоги. Дівчина відмовляється, але тут Фамулус чує, що в її кімнаті хтось ховається. Він повертається в лабораторію, знаходить амулет, оживляє Ґолема і наказує йому увірватися до кімнати Міріам. Флоріан вибігає на дах, але Ґолем наздоганяє його і скидає вниз.
Вбивство виводить Ґолема з-під контролю людини. Він викрадає Міріам і влаштовує у будинку пожежу. Ребе Льов рятує дочку з вогню, але Ґолема у будинку вже немає — він ламає браму гетто і зустрічає дітей. Він піднімає на руки одну з дівчаток, яка пропонує йому яблуко. Дівчинка з цікавості виймає у нього з грудей амулет, і Ґолем кам'яніє. Коли євреї вирушають на пошуки свого творіння, вони знаходять дітей, що сидять на нерухомому Ґолемі. Ребе Льов і його помічники проганяють дітей і повертають статую до гетто, щоб більше не оживляти її ніколи. 

## В ролях
- Пауль Вегенер — Ґолем
- Альберт Штайнрюк — Ребе Льов
- Отто Ґебюр — Імператор
- Ліда Салмонова — Міріам, дочка Льова
- Ернст Дойч — Фамулус, помічник Льова
- Лотар Мютель — зброєносець Флоріан
- Фріц Фельд — блазень
- Грета Шредер — придворна дама

## Зйомки
Фільм був третім у серії про Ґолема, що почалася фільмом «Ґолем» (1915, майже цілком втрачений) і продовжилася у «Ґолем і танцівниця» (1917). При цьому всі три фільми різні за настроєм і «Ґолем» 1920 року уникає перенесення дії в сучасність, зберігаючи тісний зв'язок з оригінальною легендою. Вегенер був незадоволений своєю спробою розповісти історію про штучну людину 1915 року через компроміси, на які йому довелося тоді піти. Спроба 1920 року мала на меті безпосередніше передати легенду, яку він почув у Празі під час зйомок фільму «Празький студент» (1913).

## Символізм
Головна проблематика фільму — це стосунки двох спільнот: християнської Праги та єврейського гетто, відокремленого муром. Поява Ґолема стає шансом змінити їхні відносини. Хоча у фільмі й представлені деякі стереотипи про євреїв, християни показані наділеними різними недоліками також. Так, слабкий і безвірний Імператор, який «позичав» гроші у євреїв, щоб оплатити свої розкішні придворні розваги, піддається тиску міністра, щоб вигнати євреїв з Праги. Але Ґолем, врятувавши євреїв від вигнання, не рятує їх від життя в гетто. Тому він, як і ребе Льов, сповнений прихованого гніву. З цієї ж причини кохання між єврейкою Міріам і Флоріаном незаконне. Покидаючи гетто сам, Ґолем як ідеальний слуга, втрачає орієнтири для дій. Він нарешті може стати собою і, побачивши дівчинку, вперше посміхається. Зустрінена ним дівчинка своєю невинністю долає Ґолема, чим безслівно пропонує мир між християнами та євреями. Але потім євреї проганяють дітей, щоб забрати Ґолема в гетто, а християни бездіяльно лишаються назовні. Ґолем дав шанс на зміни, але люди не захотіли їх і повернулися до того, звідки почали.

## Значення
Фільм вважається кінознавцями одним з найбільших успіхів німецького німого кіно. Він вирізняється використанням вуличних сцен, на противагу поширеним театральними сценами того часу. Вражаючі декорації та архітектура Ганса Пельціга, операторська робота Карла Фройнда та спецефекти Карла Безе сприяють тому, що фільм вважається класикою експресіоністського кіно та віхою в історії німецького кінематографа.